# Бедный, Егор Павлович
Его́р Па́влович Бе́дный (укр. Єгор Павлович Бідний; род. 27 июня 1988, Одесса) — украинский футболист, защитник. Выступал за юношеские сборные Украины разных возрастов.

## Игровая карьера
Футболом занимался с 9 лет в команде СКА Одесса. Через полгода перешёл в СДЮШОР Черноморец, где играл в 3 — 4 составе. Позже по совету тренера перешёл в более слабую ДЮСШ «Спартак» им. И. Беланова (тренер — К. В. Фролов). В этой школе Бедный подтянулся в техническом, физическом и тактическом плане, и через некоторое время в командой своего возраста становился призёром различных турниров. Три года подряд футболисты этой команды становились чемпионами города, чем привлекли своё внимание тренера «Черноморца» Семёна Альтмана. В июле 2005 года Егор заключил контракт с «моряками».
С сезона 2005/06 играл за дубль «Черноморца». Всего за дубль «моряков» в первенствах дублёров и молодёжи сыграл 80 матчей, забил 1 гол. В сезонах 2006/07 и 2008/09 становился бронзовым призёром первенств Украины среди дублирующих и молодёжных команд соответственно.
В основном составе одесситов дебютировал 16 апреля 2006 года в домашней игре против ФК «Харьков», выйдя в основном составе. Кроме этого матча, сыграл ещё 2 игры в Премьер-лиге в 2009 году.
Летом 2010 года перешёл в «Крымтеплицу». Затем играл в командах «Бастион» (Ильичёвск) и «Говерла-Закарпатье» (Ужгород).
Весной 2012 года продолжил карьеру в винницкой «Ниве», где выступали также его знакомые по играм в дубле «Черноморца» Мельник, Владов, Пицык и Ганев. Под руководством тренеров Остапенко и одессита Гайдаржи винничане, имея нестабильное финансовое положение и неясность в том, что будет с командой дальше, выполнили задачу сохранения места в первой лиге.
После завершения сезона вернулся в Одессу, где по приглашению Андрея Пархоменко перешёл в одноимённый городу ФК. В 2013 году подписал контракт с клубом второй украинской лиги — ФК «Карловка» и в эту же ночь лёг на операцию по удалению аппендикса. После реабилитации сыграл за карловчан 9 матчей.